# Antônio da Costa Pinto
Antônio da Costa Pinto, barão, visconde com grandeza e conde de Sergimirim (Bahia, 1807 — Bahia, 13 de setembro de 1880), foi um fazendeiro brasileiro.
Filho do português Antônio da Costa Pinto e D. Mariana Joaquina da Costa Pinto, casou-se com D. Maria Delfina Lopes da Costa Pinto, com quem foi pai do visconde de Oliveira. Era, ainda, sogro do líder político baiano Cícero Dantas Martins, barão de Jeremoabo.
Fazendeiro sucroalcooleiro em Santo Amaro, foi coronel da Guarda Nacional, agraciado oficial da Imperial Ordem da Rosa. Foi presidente do Imperial Instituto Bahiano de Agricultura e um dos responsáveis pela construção da Estrada de Ferro Santo Amaro.